# Sitticus cautus
Sitticus cautus är en spindelart som först beskrevs av Peckham, Peckham 1888.  Sitticus cautus ingår i släktet Sitticus och familjen hoppspindlar. Inga underarter finns listade i Catalogue of Life.